# Dositeu
Dositeu (ocasionalmente Nathanael, ambos significando "presente de Deus") foi um líder religioso Samaritano, fundador de uma seita, frequentemente definida como gnóstica. É reputado por ter sido discípulo de João Batista e por ter sido professor de Simão Mago.